# 国境炭素税
国境炭素税（こっきょうたんそぜい）は、自地域の削減規制に比べて規制が緩い国からの輸入品に対する関税である。欧州が炭素国境調整メカニズム（CBAM：Carbon Border Adjustment Mechanism）の導入を計画している他、米国でも国境炭素調整 (BCA：Border Carbon Adjustments)の導入が検討されている。

## 概要
欧州では2021年春には炭素価格が50ユーロ/t-CO2に達している。国境炭素税を課さなければEUから規制の緩い国に生産拠点がうつってしまう炭素リーケージが懸念される。そのためEU域内の課税同等分を輸入品にも貸すのがCBAMの制度である。
環境規制の緩い途上国への産業流出を防ぐ効果もあり、欧州や米国などの先進国は導入に積極的だが、中国などのCO2排出の多い途上国からは反発の声もあがっている。
国境炭素税の導入で中国などのCO2大量排出途上国をCO2削減に巻き込むことができれば、CO2の削減が大幅に進むとの見方もある。